# Aiasa (Ort)
Aiasa (Ai-Assa) ist ein osttimoresischer Ort im Suco Leohito (Verwaltungsamt Balibo, Gemeinde Bobonaro). Er liegt mit seinem Zentrum im Nordwesten der Aldeia Aiasa in einer Meereshöhe von 447 m. Teile befinden sich aber durch die Verwaltungsreform nun im Nachbar-Sucos Balibo Vila (Aldeia Builekun).
Aiasa liegt am nördlichen Ende der einzigen nennenswerten Straße des Sucos Lehito, kurz bevor sie auf die Überlandstraße von Balibo nach Maliana trifft. Westlich befindet sich der Ort Builekun, südlich folgt an der Suco-Straße der Ort Kamileten.
In Aiasa befinden sich eine Grundschule und eine Kapelle.